# Парфенок, Владимир Петрович
Парфенок Владимир Петрович (бел. Уладзімір Парфянок, 1958, Острино, Гродненская область — 14 января 2024) — белорусский фотограф, куратор выставочных проектов, создатель и руководитель галереи визуальных искусств «NOVA». Жил и работал в Минске. В творческой фотографии с середины 1980-х гг.

## Биография
Владимир Петрович Парфенок родился 28 сентября 1958 года в городском посёлке Острино в, на то время, Скидельском районе Гродненской области.
После окончания местной средней школы в 1975 году поступил в белорусский государственный университет на химический факультет.
После его окончания в 1980 году по распределению пошел работать на минский завод электроники «Интеграл», на котором проработал 9 лет в должности инженера-технолога. В дальнейшем посвятил свои годы фотографии.
Фотографии обучался в студии Валерия Лобко с 1985 года. Участвовал в многочисленных выставочных проектах в Беларуси и за рубежом. Создатель и куратор проектов галереи «NOVA». В фотографии — сторонник аналоговых технологий, ручной печати и концептуального направления.
В последние годы жизни работал в Центре современных искусств.
Умер в 2024 году в ночь с 12 на 13 января от разрыва аорты.

## Выставки
Персональные выставочные проекты:
- «Lucida momenta». Галерея «Fotografisk Galleri». Копенгаген (Дания), 1995
- «Lucida momenta». Галерея «Foto Medium Art». Вроцлав (Польша), 1995
- «Lucida momenta». Художественная галерея «Klodzki Osrodek Kultury». Клодзко (Польша), 1996
- «Lucida momenta». Государственный художественный музей. В рамках второго Международного Шагаловского пленэра. Витебск (Беларусь), 1997
- «Vladimir Parfenok. Photography». В рамках «Backlight» — пятого Международного фотографического триенале. Центр фотографии «Nykyaika». Тампере (Финляндия), 1999
- «Недостоверные факты с места событий». «M-галерея» Института имени Гёте. Минск, 2002

Групповые выставочные проекты:
- Пачатак / Начало. «Дом кино». Минск, 1988
- New Soviet Photography (Новая советская фотография). Оденсе (Дания) — Стокгольм (Швеция) — Хельсинки (Финляндия), 1988-90
- Белорусский фотоавангард. Киноцентр. Москва, 1990
- СССР-ФОТО. Фотографы из Минска (Photographers from Minsk). Fotografisk Galleri. Копенгаген (Дания), 1990
- Eroosio / Erosion (Эрозия). Концептуальное советское искусство и фотография 1980-х гг. Amos Anderson Art museum. Хельсинки, 1990
- Contemporary Photography from the USSR (Современная фотография из СССР). Нью-Йорк (США),1990
- «Новая волна» в фотографии России и Беларуси. Киноцентр. Москва, 1991
- In the Shadow of Nagasaki (В тени Нагасаки). Выставка работ из коллекции Музея фотоискусства в Оденсе. Museet for Fotokunst Brandts Klaedefabrik. Оденсе (Дания), 1991
- Photo Manifesto: Contemporary Photography in the USSR (Фотоманифест. Современная фотография в СССР). От Белоруссии в выставке участвовали: Игорь Савченко, Галина Москалёва, Владимир Шахлевич, Владимир Парфенок, Сергей Кожемякин, Валерий Лобко, Вадим Качан, Иван Петрович, Геннадий Слободский, Елена Мулюкина, Александр Синяк, Сергей Ковалёв, Геннадий Родиков, Сергей Суховицин, Алексей Павлють, Алексей Ильин. Museum for Contemporary Arts. Балтимор (США), 1991

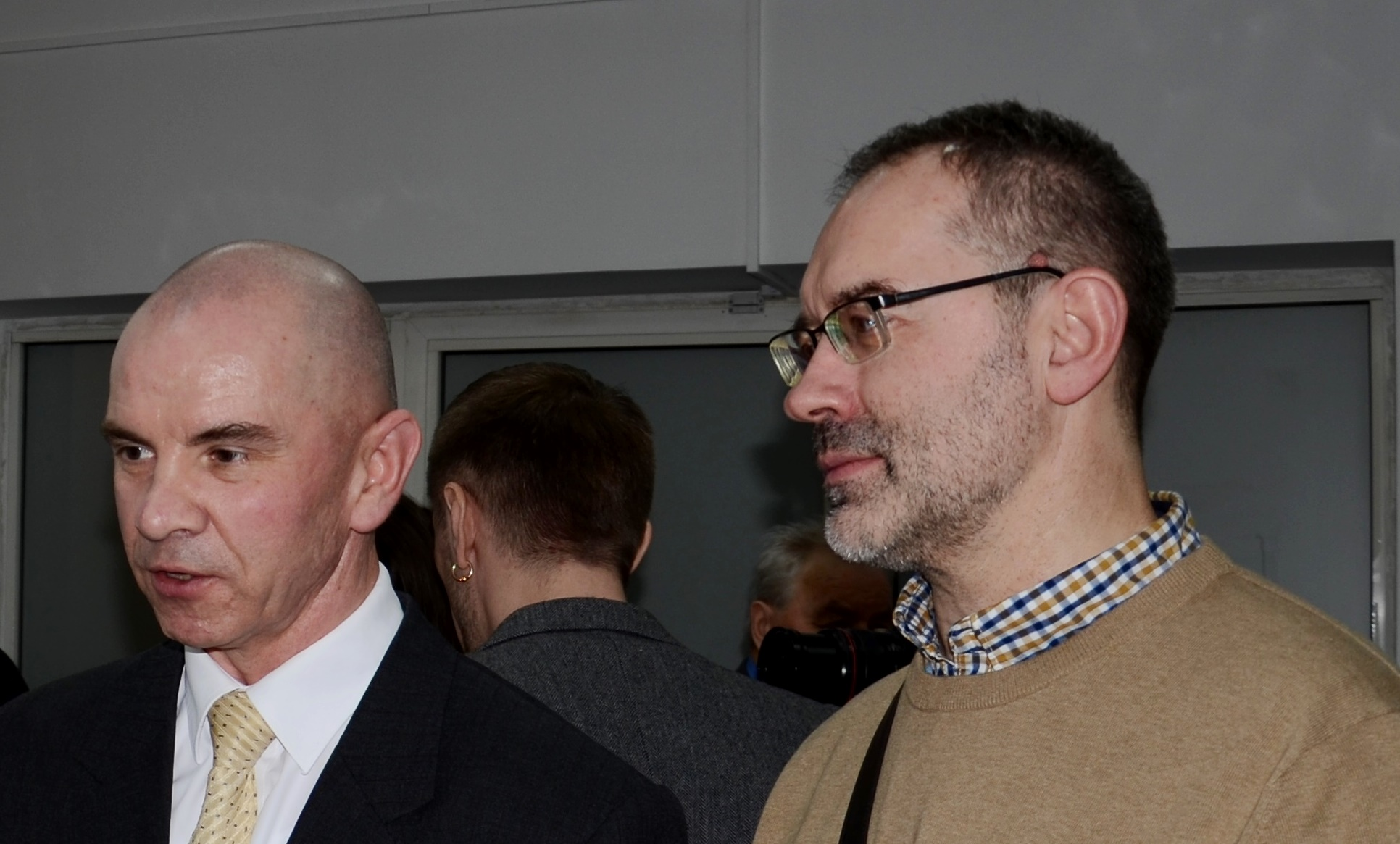
Игорь Савченко и Владимир Парфенок во время открытия проекта «Логосы» Константина Селиханова. Минск, 6.03.2014, Галерея современного искусства «Ў»

- Photo Manifesto: Photography of Perestroika (Фотоманифест. Фотография перестройки). Fine Art Gallery. Long Island University — Avram Family Gallery. Нью-Йорк, 1991[2]
- Aspects of Contemporary Soviet Photography (Аспекты современной советской фотографии). Art Gallery. University of Dartmouth. North Dartmouth (США), 1991
- East European Photography (Восточно-европейская фотография). Выставочный зал мэрии Копенгагена (Дания), 1991
- Photo Manifesto: Contemporary Photography in the Former USSR (Фотоманифест. Современная фотография в экс-СССР). В рамках фестиваля FOTOFEST’92. Georg P. Brown Convention Centre. Хьюстон (США), 1992
- Современная белорусская фотография. Варшава (Музей независимости) — Краков — Вроцлав — Белосток (Польша), 1993
- Three from Minsk (Трое из Минска: Валерий Лобко, Виктор Журавков и Владимир Парфенок). Gotlands Konstmuseum. Висбю (Швеция), 1993
- Искусство современной фотографии. Россия. Украина. Беларусь. Центральный дом художника. Москва, 1994
- Monuments and Memory: Reflections on the Former Soviet Union (Памятники и Память. Размышления о бывшем Советском Союзе). The Gallery of Contemporary, Art. Sacred Heart University. Fairfield (Connecticut, США). — Akus Gallery. Easten Connecticut State University. Willimantic (Connecticut, США), 1994
- Nowa Fotografia Bialoruska (Новая белорусская фотография). Panstwowa galeria sztuki. Сопот (Польша), 1994
- Fotografie aus Minsk (Фотография из Минска). IFA-Gallerie Friedrichstrasse. Берлин (Германия), 1994
- Sequenda (Игорь Засимович — скульптура, Константин Селиханов — скульптура, Владимир Парфенок — фотография). Галерея «Шестая линия». Минск, 1995
- Поле тяготения / Field of GRAVity. Художники против СПИДа. Дворец искусств. Минск, 1996
- Автопортрет Другого. Галерея визуальных искусств «NOVA». Минск, 1996
- Фотограф и слово. Галерея визуальных искусств «NOVA». Минск, 1997
- Закрытая книга. Объекты, графика, фотография (Константин Селиханов, Татьяна Радивилко, Владимир Парфенок). Галерея визуальных искусств «NOVA». Минск, 1998
- Hospitality: The Art of Exchange / Гостепреимство. Искусство обмена. Немецко-белорусский выставочный проект (живопись, объекты, инсталляция, фотография, хеппенинг). Галерея визуальных искусств «NOVA». Выставочный зал Национальной библиотеки Беларуси. Минск, 1998
- Photographie (Фотография). Выставка работ стипендиатов фонда KulturKontakt (Austria). Kunsthaus. Хорн (Австрия), 1998
- Там и Тогда. Групповой выставочный проект. Галерея визуальных искусств «NOVA». Минск, 1999
- Ландшафт тела — тело ландшафта. Групповая выставка из серии «Аспекты современной белорусской фотографии». Галерея визуальных искусств «NOVA». Минск, 2000
- Фотография «решающего момента»: белорусский вариант. Групповая выставка из серии «Аспекты современной белорусской фотографии». Галерея визуальных искусств «NOVA». Минск, 2000
- Частная история коллектива. Групповая выставка из серии «Аспекты современной белорусской фотографии». Галерея визуальных искусств «NOVA». Минск, 2001
- Dach / Дах. Выставка белорусского искусства. Kunsthaus «Tacheles». Берлин, 2001
- Hall of Mirrors. Variants of the Portrait (Зеркальный зал. Варианты портрета). Выставка работ из коллекции Музея фотоискусства в Оденсе. Museet for Fotokunst Brandts Klaedefabrik. Оденсе (Дания), 2001
- Body Is Required (Требуется тело). VI выставка работ из постоянной коллекции Музея фотоискусства в Оденсе. Museet for Fotokunst Brandts Klaedefabrik. Оденсе (Дания), 2002

## Публикации
- T.Eskola & H. Eerikainen. Toisinnakiat. Издательство: SN-Kirjiat Publishing. Хельсинки (Финляндия). 1988. ISBN 951-615-707-6
- Eroosio/Erosion. 1980-luvun kasitteelista kuvataidetta ja valokuva Neuvostoliitosta. Под редакцией: Kimmo Sarje. Издательство: Amos Anderson Publishing. Хельсинки (Финляндия). 1990
- Photo Manifesto: Contemporary Photography in the USSR. Под редакцией: Walker, Ursitti & McGinniss. Издательство: Stewart, Tabori & Chang. 1991. Нью-Йорк (США). ISSN 1-55670-199-3
- The Best of Graphys. Photo, part II. Издательство: One Page Publishing. Швейцария. ISBN 981-00-4769-X
- Публикации в журнале «Мастацтва» (рус. Искусство). Более 10 публикаций в период с 1993 по 2001 гг. Минск (Беларусь)[3]
- «История с фотографией», Ежегодный альманах свободного творчества «Монолог», № 9, 2005 год.[4]